# Argentinomyia
Argentinomyia is een vliegengeslacht uit de familie van de zweefvliegen (Syrphidae).

## Soorten
- Argentinomyia agonis (Walker, 1849)
  - = Syrphus agonis Walker, 1849
- Argentinomyia altissimus (Fluke, 1945)
  - = Melanostoma altissimum Fluke, 1945
- Argentinomyia andina Montoya & Wolff, 2020[2]
- A. berthae (Lima, 1946)
- A. bolivariensis (Fluke, 1945)
  - = Melanostoma bolivariensis Fluke, 1945
- Argentinomyia browni Fluke, 1945
  - = Melanostoma browni Fluke, 1945
- Argentinomyia catabomba (Williston, 1891)
  - = Melanostoma catabombum Williston, 1891
  - = Melanostoma melanocerum Williston, 1891
- Argentinomyia choachi Montoya, 2020[2]
- A. columbianus (Enderlein, 1938)
- A. crenulatus (Williston, 1891)
  - = Melanostoma crenulatum Williston, 1891
- Argentinomyia currani (Fluke, 1937)
  - = Rhysops currani Fluke, 1937
- A. fastigata (Fluke, 1945)[3]
  - = Rhysops fastigatus Fluke, 1945
  - = Braziliana columbiana Enderlein, 1938
- Argentinomyia festivus (Fluke, 1945)
  - = Rhysops festiva Fluke, 1945
- A. funereus (Hull, 1949)
- A. grandis Lynch Arribalzaga, 1892
- Argentinomyia huitepecensis Montoya, 2020[2]
- A. lanei Fluke, 1936[3]
  - = Melanostoma lanei Fluke, 1936
- A. lineatus (Fluke, 1937)
  - = Melanostoma lineata Fluke, 1937
- Argentinomyia longicornis (Walker, 1836)[3]
  - = Pipiza longicornis Walker, 1836
  - = Braziliana peruviana Shannon, 1927
  - = Braziliana thiemei Enderlein, 1938
- Argentinomyia luculentus (Fluke, 1945)
  - = Melanostoma luculentum Fluke, 1945
- Argentinomyia maculatus (Walker, 1852)
  - = Paragus maculatus Walker, 1852
- A. melanocera (Williston, 1891)
- Argentinomyia neotropicus (Curran, 1937)
  - = Melanostoma neotropicum Curran, 1937
- Argentinomyia nigrans (Fluke, 1945)
  - = Rhysops nigrans Fluke, 1945
- A. octomaculata (Enderlein, 1938)
- Argentinomyia opacus (Fluke, 1945)
  - = Rhysops opaca Fluke, 1945
- Argentinomyia peruviana (Shannon, 1927)
  - = Braziliana peruviana Shannon, 1927
- A. pollinosa (Hull, 1942)>[3]
  - = Rhysops pollinosa Hull, 1942
- Argentinomyia praeustus (Loew, 1866)
  - = Syrphus praeustus Loew, 1866
- Argentinomyia puntarena Montoya, 2020[2]
- Argentinomyia quimbaya Montoya & Wolff, 2020[2]
- Argentinomyia rex (Fluke, 1945)
  - = Melanostoma rex Fluke, 1945
- Argentinomyia rugosonasus (Williston, 1891)
  - = Melanostoma rugosonasus Williston, 1891
- Argentinomyia scitula (Williston, 1888)
  - = Melanostoma scitulum Williston, 1888: 264
- Argentinomyia talamanca Thompson, 2020[2]
- Argentinomyia testaceipes Lynch Arribalzaga, 1891
- Argentinomyia thiemei (Enderlein, 1938)
  - = Braziliana thiemei Enderlein, 1938
- Argentinomyia tropicus (Curran, 1937)
  - = Melanostoma tropicum Curran, 1937